# Byarforsen
Byarforsen var en strid fors i Ljusnan vid Byvallen sydöst om Sveg. Sedan 1970-talet är den reglerad genom Byarforsens kraftverksdamm.